# Jang Hyuk
Jang Hyuk (Busan, 20 de diciembre de 1976) es un actor de cine y televisión surcoreano.

## Biografía
En 2008 se casó con Kim Yeo-jin. La pareja tiene tres hijos.

## Carrera
Es conocido por sus papeles protagónicos en películas como Volcano High (2001), Windstruck (2004) y Virus (2013); y por su participación en series de televisión coreanas como Successful Story of a Bright Girl (2002), 'Thank You (2007), The Slave Hunters (2010), Deep Rooted Tree (2011), Fated to love you (2014) yVoice (2017).
En noviembre de 2017 protagonizó la serie Money Flower, con el papel de un director ejecutivo y abogado de una gran corporación empresarial, que trama una venganza contra los que destruyeron a su familia. La actuación le valió grandes elogios de la crítica.
El 4 de octubre de 2019 se unió al elenco de la serie My Country donde dio vida a Lee Bang-won, el 3er. Rey Taejong de la dinastía Joseon, hasta el final de la serie el 23 de noviembre del mismo año.
En 2020 se unirá al elenco principal de la serie Tell Me What You Saw (también conocida como "Call It Like You See It") donde interpretará al perfilador Oh Hyun-jae.
En enero de 2020 se anunció que se había unido al elenco de la segunda temporada del programa Player.

## Filmografía

### Televisión
| Año  | Título                            | Papel                         | Cadena  | Ref.          |
| ---- | --------------------------------- | ----------------------------- | ------- | ------------- |
| 1997 | Model                             | Joon-ho                       | SBS     |               |
| 1999 | School                            | Kang Woo-hyuk                 | KBS2    |               |
| 1999 | Into the Sunlight                 | Han Myung-ha                  | MBC     |               |
| 2000 | Wang Rung's Land                  | Bong-pil                      | SBS     | [ 8 ]         |
| 2002 | Successful Story of a Bright Girl | Han Gi-tae                    | SBS     |               |
| 2002 | The Great Ambition                | Park Jae-young                | SBS     | [ 9 ]         |
| 2007 | Thank You                         | Min Gi-seo                    | MBC     |               |
| 2008 | Robber                            | Kwon Oh-joon                  | SBS     |               |
| 2008 | Ryokiteki na Kanojo               | Jang Hyuk                     | TBS     |               |
| 2008 | Tazza                             | Kim Go-ni                     | SBS     |               |
| 2010 | The Slave Hunters                 | Lee Dae-gil                   | KBS2    |               |
| 2010 | Fall in Love with Anchor Beauty   | Chen Yi Po                    | ZJSTV   | [ 10 ]        |
| 2011 | Midas                             | Kim Do-hyun                   | SBS     |               |
| 2011 | Deep Rooted Tree                  | Kang Chae-yoon/Ddol-bok       | SBS     |               |
| 2013 | Iris II: New Generation           | Jung Yoo-gun                  | KBS2    |               |
| 2014 | Fated to Love You                 | Lee Gun                       | MBC     |               |
| 2014 | Drama Festival "Old Farewell"     | Kang Soo-hyuk                 | MBC     |               |
| 2014 | Love Cells                        | Vecino                        | Naver   | [ 11 ]        |
| 2015 | Shine or Go Crazy                 | Wang So                       | MBC     |               |
| 2015 | The Producers                     | Jang Hyun-sung                | KBS2    | [ 12 ]        |
| 2015 | The Merchant: Gaekju 2015         | Chun Bong-sam                 | KBS2    |               |
| 2016 | Beautiful Mind                    | Lee Young-oh                  | KBS2    |               |
| 2017 | Voice                             | Moo Jin-hyuk                  | OCN     |               |
| 2017 | Hit the Top                       | Cameo                         | KBS2    | [ 13 ]        |
| 2017 | Money Flower                      | Kang Pil-joo / Jang Eun-cheon | MBC     | [ 14 ]        |
| 2018 | Wok of Love                       | Doo Chil-sung                 | SBS     |               |
| 2018 | Bad Papa                          | Yoo Ji-cheol                  | MBC     |               |
| 2019 | The Crowned Clown                 | Padre de Yi Heon              | TVN     | [ 15 ]        |
| 2019 | My Country                        | Yi Bang-won                   | JTBC    |               |
| 2020 | Tell Me What You Saw              | Oh Hyun-jae                   | OCN     |               |
| 2022 | Bloody Heart                      | Park Kye-won                  | KBS 2TV | [ 17 ] [ 18 ] |
| 2023 | Family                            | Kwon Do-hoon                  | tvN     | [ 19 ] [ 20 ] |
| TBA  | New Sea                           | Zhao Guo Sheng                | JSTV    |               |

### Cine
| Año  | Título                        | Papel              | Notas                   |
| ---- | ----------------------------- | ------------------ | ----------------------- |
| 1998 | Zzang                         | Im Se-bin          |                         |
| 2001 | Volcano High                  | Kim Kyung-soo      |                         |
| 2002 | Jungle Juice                  | Ki-tae             |                         |
| 2002 | Public Toilet                 | Kim Seon-bak       |                         |
| 2003 | Please Teach Me English       | Park Moon-soo      |                         |
| 2004 | Windstruck                    | Go Myung-woo       |                         |
| 2004 | S Diary                       | Im Chan            | Cameo                   |
| 2008 | Dance of the Dragon           | Kwon Tae-san       |                         |
| 2009 | Five Senses of Eros           | Jung Min-soo       | Segmento: "His Concern" |
| 2009 | Rabbit and Lizard             | Eun-seol           | [ 21 ]                  |
| 2009 | Searching for the Elephant    | Hyun-woo           |                         |
| 2011 | The Client                    | Han Chul-min       |                         |
| 2013 | The Flu                       | Kang Ji-goo        |                         |
| 2014 | Innocent Thing                | Kim Joon-ki        |                         |
| 2015 | Empire of Lust                | Yi Bang-won        |                         |
| 2016 | Inside or Outside             | Woo-geom (Ou Jian) |                         |
| 2017 | Because I Love You            | Fortune teller     | Cameo                   |
| 2017 | Ordinary Person               | Choi Gyu-nam       |                         |
| 2019 | The Swordsman                 | Tae-yul            |                         |
| 2022 | The Child Who Deserves to Die | Eui-kang           | [ 23 ]                  |

### Programas de variedades
| Año  | Título                       | Notas                    | Ref.   |
| ---- | ---------------------------- | ------------------------ | ------ |
| 2021 | Radio Star                   | invitado                 | [ 24 ] |
| 2021 | Running Man                  | invitado                 | [ 25 ] |
| 2021 | National Bang Bang Cook Cook | miembro                  | [ 26 ] |
| 2021 | Law of the Jungle – Pioneers | (ep. #438–442) - miembro | [ 27 ] |
| 2020 | Seoul Country Folk           | invitado                 | [ 28 ] |
| 2019 | Player 2                     | miembro                  |        |

### Presentador
| Año  | Evento                  | Notas                    |
| ---- | ----------------------- | ------------------------ |
| 2020 | 34th Golden Disc Awards | presentador de categoría |

## Premios y nominaciones
| Año  | Premio                    | Categoría                                                     | Papel        | Resultado | Ref.   |
| ---- | ------------------------- | ------------------------------------------------------------- | ------------ | --------- | ------ |
| 2017 | MBC Drama Awards          | Gran Premio, Daesang                                          | Money Flower | Nominado  |        |
| 2017 | MBC Drama Awards          | Premio de gran excelencia, Actor en serie de fin de semana    | Money Flower | Ganador   |        |
| 2017 | MBC Drama Awards          | Premio a la popularidad, Actor                                | Money Flower | Nominado  |        |
| 2018 | 54th Baeksang Arts Awards | Mejor actor (Televisión)                                      | Money Flower | Nominado  | [ 30 ] |
| 2018 | 6th APAN Star Awards      | Premio de gran excelencia, Actor en una serie                 | Money Flower | Nominado  | [ 31 ] |
| 2018 | MBC Drama Awards          | Premio de gran excelencia, Actor en una serie de lunes-martes | Bad Papa     | Nominado  |        |
| 2018 | MBC Drama Awards          | Premio Vocal King                                             | Bad Papa     | Ganador   |        |
| 2018 | 31st Grimae Award         | Mejor actor                                                   | Bad Papa     | Ganador   | [ 32 ] |